# Borsai-hágó
A Borsai-hágó, más néven Priszlop-hágó románul: Pasul Prislop egy hágó Romániában, a Kárpátokban, mely Máramarost köti össze Bukovinával (az Aranyos-Beszterce völgyével). Ez választja el egymástól az Északkeleti-Kárpátokhoz tartozó Erdős-Kárpátokat vagy Máramarosi-havasokat a Keleti-Kárpátok részét képező Radnai-havasoktól.
Tengerszint feletti magassága 1416 m. A legközelebbi település Borsa, melyről nevét is kapta.
1717-ben a betörő tatárok elkerülték a huszti várat, de a várőség a környék népével összefogva szeptember 3-án a Borsai-hágónál megütközött velük. A csatában mintegy 6000 tatár esett el, és kb. 6000 foglyot kiszabadítottak.
A hágón vezet át a DN18-as főút.